# 臨楡県 (秦皇島市)
臨楡県（りんゆ-けん）は中華人民共和国河北省にかつて存在した県。現在の秦皇島市海港区海陽鎮一帯に相当する。
1737年（乾隆2年）、清朝により設置され、県治が山海関に設置された。1949年に県治は現在の海陽鎮に移転している。1954年に廃止となり、撫寧県に編入された。